# Campeonato da Europa de Atletismo de 2012 - Lançamento de disco masculino
A prova do lançamento de disco masculino do Campeonato da Europa de Atletismo de 2012 foi disputada entre os dias 29 e 30 de junho de 2012 no Estádio Olímpico de Helsinque em Helsinque,  na Finlândia. 

## Recordes
Antes desta competição, os recordes mundiais e do campeonato nesta prova eram os seguintes:
|                       | Nome              | Nacionalidade     | Distância | Local          | Data                |
| --------------------- | ----------------- | ----------------- | --------- | -------------- | ------------------- |
| Recorde mundial       | Jürgen Schult     | Alemanha Oriental | 74m 08cm  | Neubrandenburg | 6 de junho de 1986  |
| Recorde do campeonato | Piotr Małachowski | Polónia           | 68m 87cm  | Barcelona      | 1 de agosto de 2010 |
| Recorde europeu       | Jürgen Schult     | Alemanha Oriental | 74m 08cm  | Neubrandenburg | 6 de junho de 1986  |

## Medalhistas
| Ouro                 | Prata             | Bronze             |
| Robert Harting (DEU) | Gerd Kanter (EST) | Rutger Smith (NED) |

## Cronograma
Todos os horários são locais (UTC+3).
| Data        | Hora  | Evento       |
| ----------- | ----- | ------------ |
| 29 de junho | 9:00  | Qualificação |
| 30 de junho | 19:10 | Final        |

## Resultados

### Qualificação
Qualificação: Desempenho de 66.00 m (Q) ou os 12 melhores qualificados (q).
| Posição | Grupo | Atleta                | Nacionalidade | #1    | #2    | #3    | Resultados | Notas      |
| ------- | ----- | --------------------- | ------------- | ----- | ----- | ----- | ---------- | ---------- |
| 1       | B     | Mario Pestano         | Espanha       | 62.56 | 66.27 |       | 66.27      | Q,         |
| 2       | A     | Robert Harting        | Alemanha      | 64.88 | 65.49 | –     | 65.49      | q          |
| 3       | B     | Erik Cadée            | Países Baixos | 65.09 | –     | –     | 65.09      | q          |
| 4       | B     | Lawrence Okoye        | Grã-Bretanha  | 60.31 | 64.86 | –     | 64.86      | q          |
| 5       | A     | Gerd Kanter           | Estónia       | 59.08 | 63.71 | 64.85 | 64.85      | q          |
| 6       | A     | Frank Casañas         | Espanha       | x     | 64.50 | 62.27 | 64.50      | q          |
| 7       | A     | Robert Urbanek        | Polónia       | 60.72 | 64.07 | 61.18 | 64.07      | q          |
| 8       | A     | Rutger Smith          | Países Baixos | 63.75 | –     | –     | 63.75      | q          |
| 9       | B     | Markus Münch          | Alemanha      | 61.44 | 60.95 | 62.83 | 62.83      | q          |
| 10      | B     | Ercüment Olgundeniz   | Turquia       | 62.82 | x     | x     | 62.82      | q          |
| 11      | A     | Gerhard Mayer         | Áustria       | 60.32 | 62.35 | 60.20 | 62.35      | q          |
| 12      | B     | Przemyslaw Czajkowski | Polónia       | 61.90 | 62.22 | 60.22 | 62.22      |            |
| 13      | A     | Apostolos Parellis    | Chipre        | 59.80 | 61.37 | 61.79 | 61.79      |            |
| 14      | A     | Martin Wierig         | Alemanha      | 58.08 | 61.34 | x     | 61.34      |            |
| 15      | A     | Mykyta Nesterenko     | Ucrânia       | 61.01 | 60.64 | 61.21 | 61.21      |            |
| 16      | B     | Märt Israel           | Estónia       | x     | 60.59 | 58.31 | 60.59      |            |
| 17      | A     | Leif Arrhenius        | Suécia        | 58.99 | 59.02 | 60.49 | 60.49      |            |
| 18      | B     | Danijel Furtula       | Montenegro    | x     | 60.18 | x     | 60.18      |            |
| 19      | B     | Mikko Kyyrö           | Finlândia     | 60.16 | x     | x     | 60.16      |            |
| 20      | B     | Gaute Myklebust       | Noruega       | 58.16 | 59.90 | 58.59 | 59.90      |            |
| 21      | B     | Niklas Arrhenius      | Suécia        | 58.26 | x     | 59.02 | 59.02      |            |
| 22      | A     | Brett Morse           | Grã-Bretanha  | x     | x     | 58.71 | 58.71      |            |
| 23      | A     | Abdul Buhari          | Grã-Bretanha  | 58.57 | x     | x     | 58.57      |            |
| 24      | B     | Oskars Vaisjūns       | Letônia       | 57.05 | 56.06 | 58.34 | 58.34      |            |
| 25      | A     | Giovanni Faloci       | Itália        | 57.31 | 57.67 | 55.12 | 57.67      |            |
| 26      | B     | Nikolay Sedyuk        | Rússia        | 55.71 | x     | 57.08 | 57.08      |            |
| 27      | A     | Yeóryios Trémos       | Grécia        | 56.94 | x     | x     | 56.94      |            |
| 28      | B     | Sergiu Ursu           | Roménia       | 56.85 | x     | x     | 56.85      |            |
| 29      | A     | Andrius Gudžius       | Lituânia      | x     | 55.80 | x     | 55.80      |            |
| 30      | B     | Roland Varga          | Croácia       | x     | x     | x     | NM         |            |
| —       | B     | Zoltán Kővágó         | Hungria       | 63.62 | x     | 65.99 | 65.99      | DSQ Doping |

### Final
| Posição           | Atleta              | Nacionalidade | #1    | #2    | #3    | #4    | #5    | #6    | Resultados | Notas  |
| ----------------- | ------------------- | ------------- | ----- | ----- | ----- | ----- | ----- | ----- | ---------- | ------ |
| Medalha de ouro   | Robert Harting      | Alemanha      | 63.02 | 65.80 | x     | 68.30 | –     | 67.07 | 68.30      |        |
| Medalha de prata  | Gerd Kanter         | Estónia       | 65.11 | x     | 64.32 | 64.44 | 66.53 | 65.47 | 66.53      |        |
| Medalha de bronze | Rutger Smith        | Países Baixos | x     | 61.51 | 61.71 | 63.97 | x     | 64.02 | 64.02      |        |
| 4                 | Mario Pestano       | Espanha       | 60.51 | 62.26 | 62.05 | 63.87 | x     | x     | 63.87      |        |
| 5                 | Frank Casañas       | Espanha       | 62.29 | 63.60 | x     | 61.03 | x     | 60.69 | 63.60      |        |
| 6                 | Robert Urbanek      | Polónia       | 61.96 | 62.99 | 61.14 | 61.84 | 60.44 | x     | 62.99      |        |
| 7                 | Gerhard Mayer       | Áustria       | 62.85 | 61.27 | 57.11 | x     | x     | 60.58 | 62.85      |        |
| 8                 | Markus Münch        | Alemanha      | 60.27 | 61.25 | x     |       |       |       | 61.25      |        |
| 9                 | Ercüment Olgundeniz | Turquia       | 60.92 | x     | x     |       |       |       | 60.92      |        |
| 10                | Erik Cadée          | Países Baixos | x     | 60.49 | 60.58 |       |       |       | 60.58      |        |
| 11                | Lawrence Okoye      | Grã-Bretanha  | 55.99 | 60.09 | 57.00 |       |       |       | 60.09      |        |
| —                 | Zoltán Kővágó       | Hungria       | 65.45 | 62.07 | x     | 63.77 | 63.66 | 66.42 | 66.42      | Doping |

Legenda
| Recorde mundial       | Recorde mundial (World record)               |                       | Recorde africano                      | Recorde africano (African) |                                           | Q | Classificado por posição (Qualified) |
| Recorde do campeonato | Recorde do campeonato (Championship record)  | Recorde da América    | Recorde da América (Americas)         | q                          | Classificado por melhor tempo (Qualified) |   |                                      |
| Melhor marca do ano   | Melhor marca do ano (World leading)          | Recorde asiático      | Recorde asiático (Asian)              | DNS                        | Não largou (Did not start)                |   |                                      |
| Recorde nacional      | Recorde nacional (National record)           | Recorde europeu       | Recorde europeu (European)            | DNF                        | Não terminou (Did not finish)             |   |                                      |
| Recorde pessoal       | Recorde pessoal do atleta (Personal best)    | Recorde da Oceania    | Recorde da Oceania (Oceania)          | DSQ / DQ                   | Desclassificado (Disqualified)            |   |                                      |
| Recorde da temporada  | Recorde da temporada do atleta (Season best) | Recorde sul-americano | Recorde sul-americano (South America) | NM                         | Sem marca (No mark)                       |   |                                      |